# Piotr Aigner

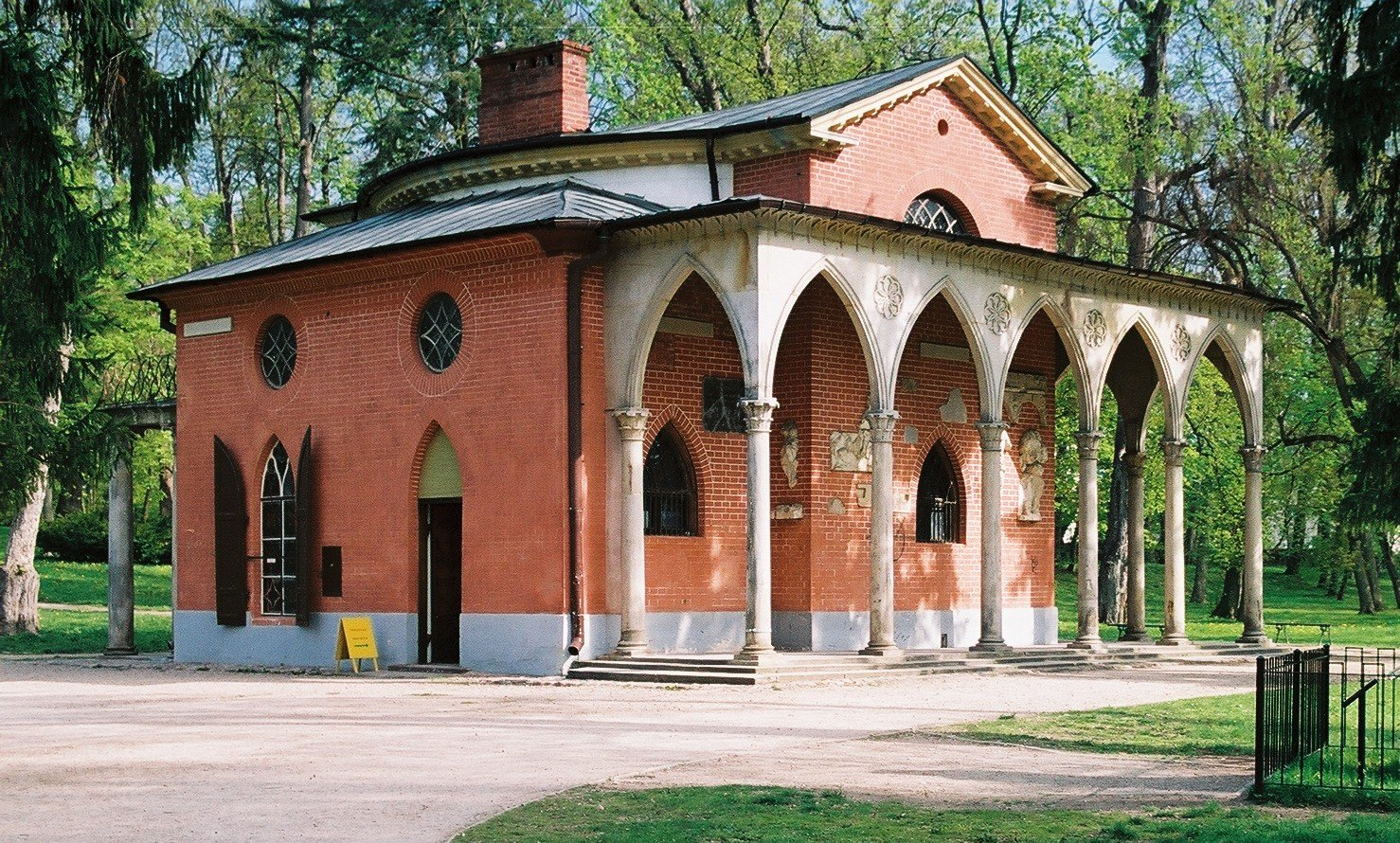
Dom Gotycki w Puławach

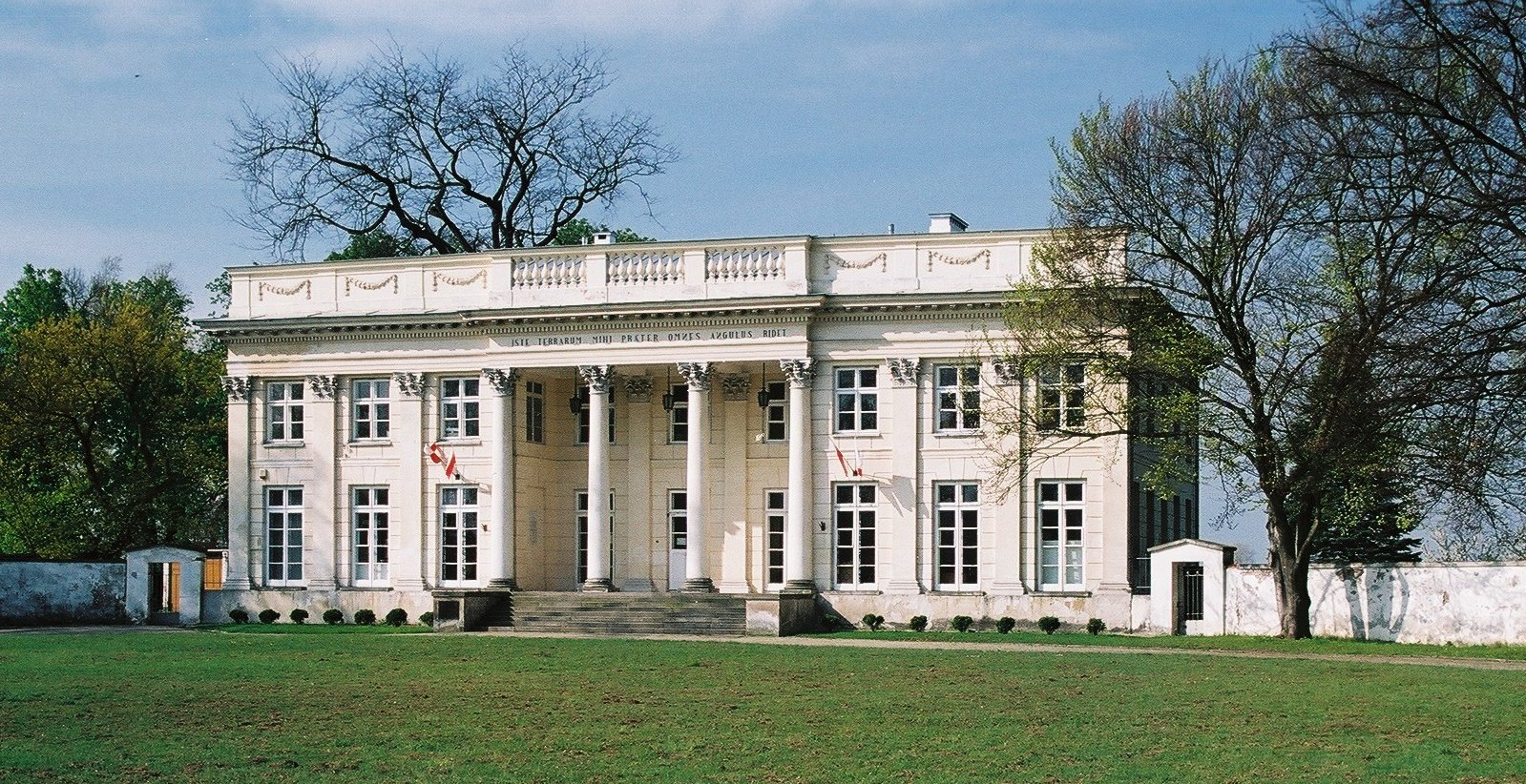
Pałac Marynki w Puławach

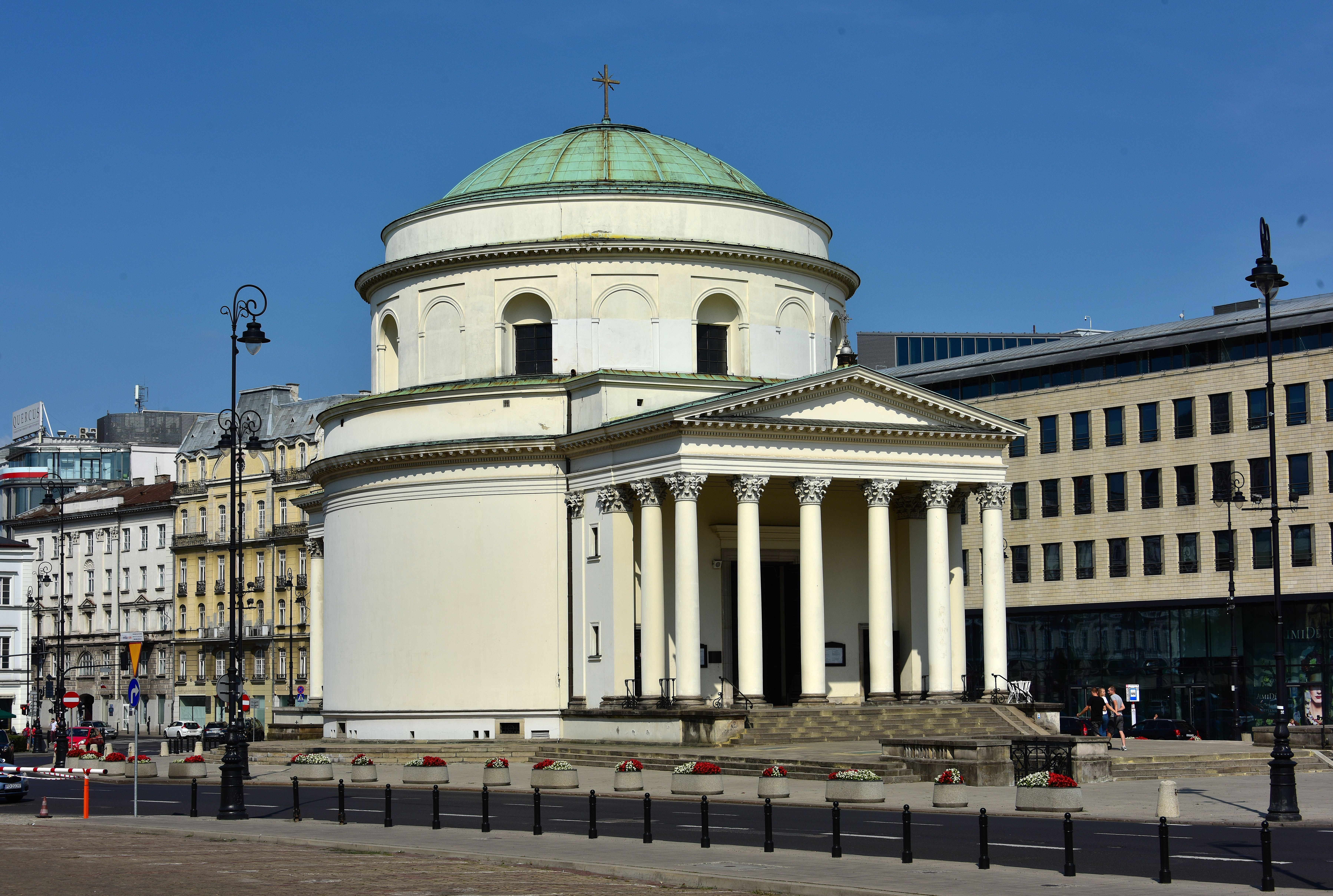
Kościół św. Aleksandra w Warszawie

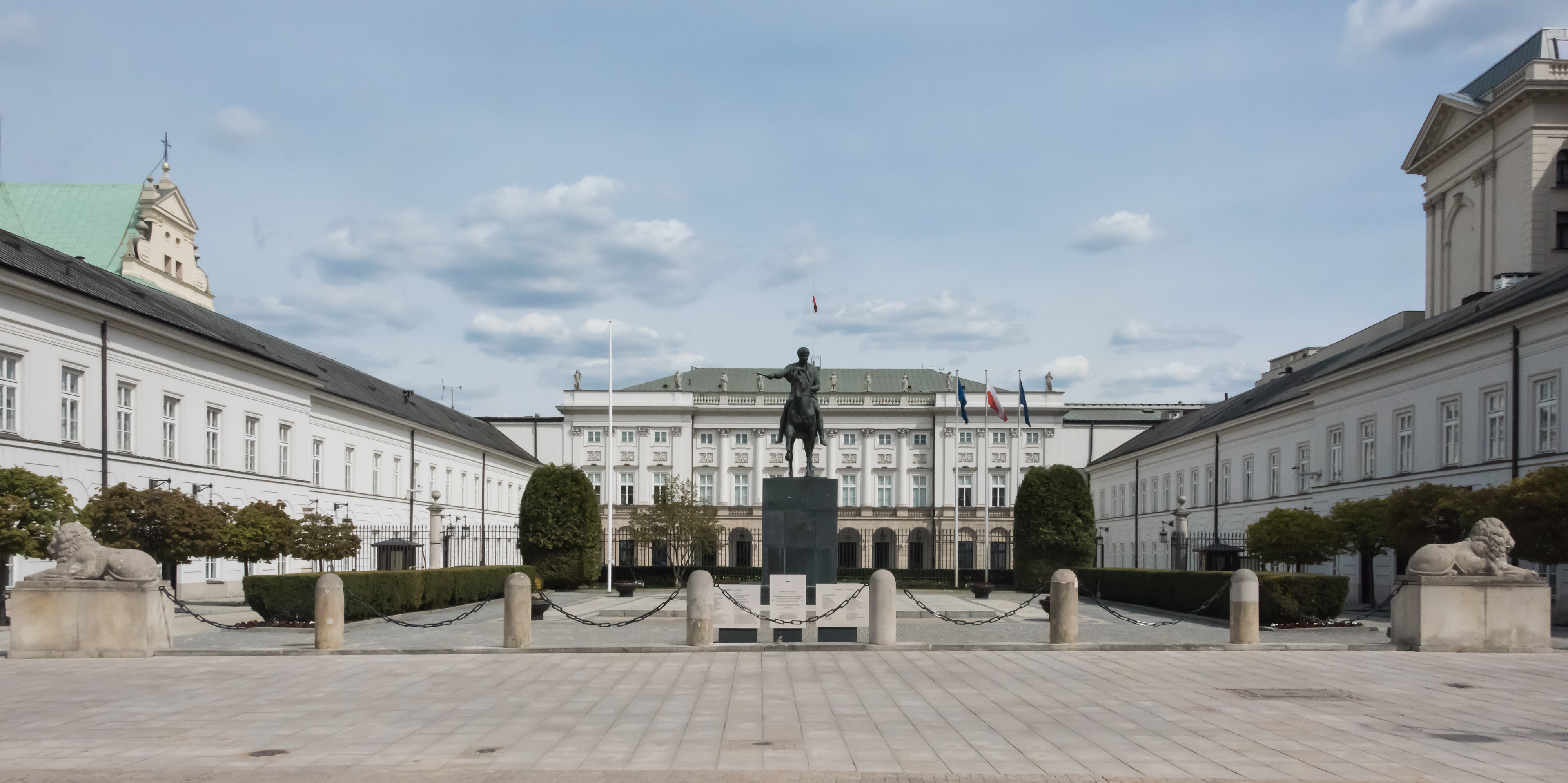
Pałac Namiestnikowski (obecnie Prezydencki) w Warszawie

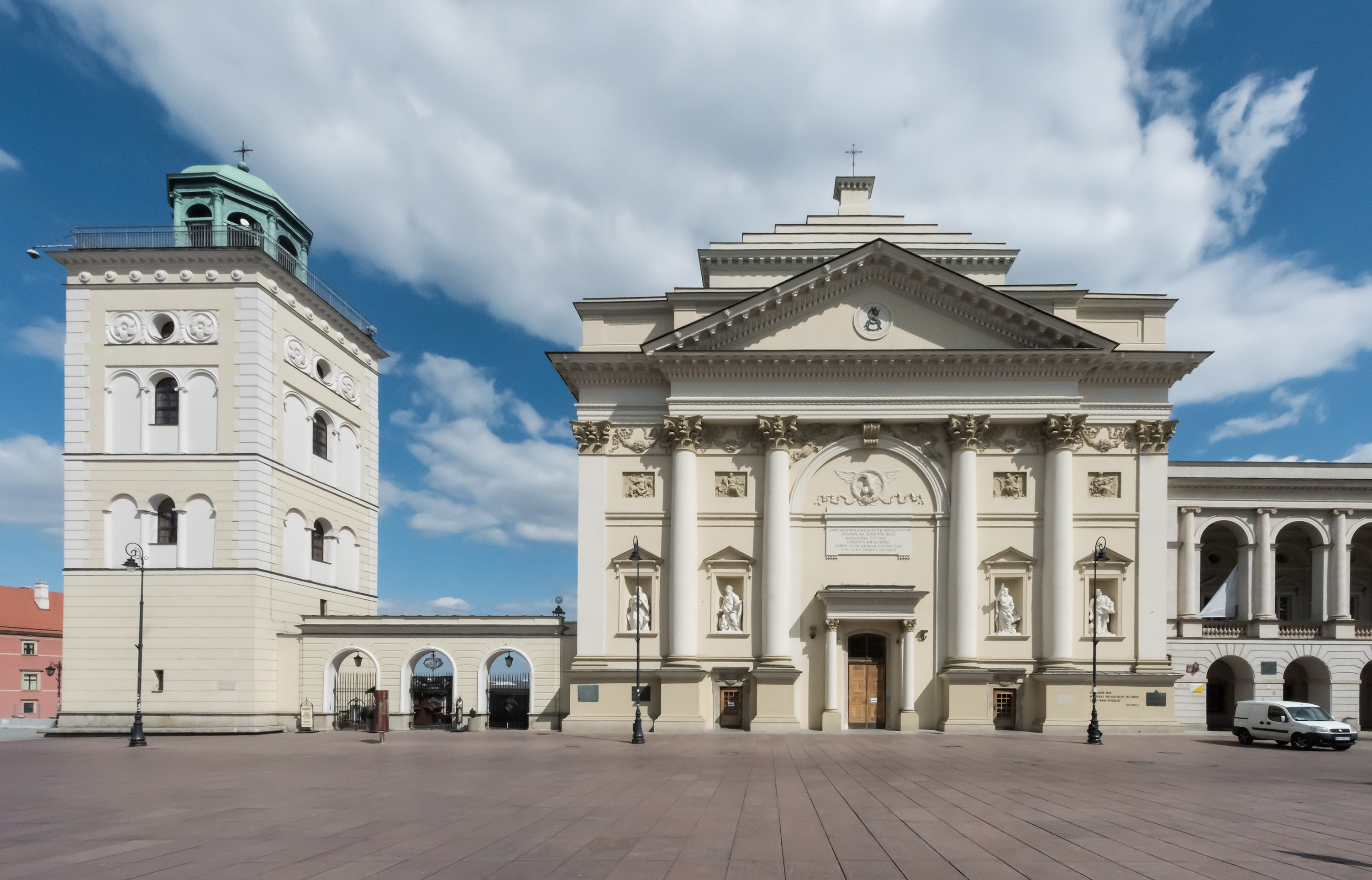
Kościół św. Anny w Warszawie

Chrystian Piotr Aigner, inne formy nazwiska: Ajgner; Aygner; Eigner; Ejgner; Eygner; Eygnier; Haygner (ur. 1756 w Puławach, zm. 9 lutego 1841 we Florencji) – polski architekt, przedstawiciel klasycyzmu, teoretyk architektury, estetyk i wojskowy, budowniczy Wojsk Rzeczypospolitej Obojga Narodów w 1792 roku.

## Życiorys
Urodzony w Puławach (chrzest: 30 czerwca 1756), jako syn Chrystiana, mistrza stolarskiego, i Anny z Gembickich. Był najstarszy z pięciorga rodzeństwa. Odebrał staranne wykształcenie we Włoszech (1779–1780, dzięki wsparciu finansowemu Stanisława Kostki Potockiego). Przez długi czas związany z Warszawą, w tym okresie przyczynił się do powstania w stolicy wielu klasycystycznych budowli. W roku 1782 został mianowany budowniczym wojskowym Rzeczypospolitej. Trzy lata później (1785) razem z S.K. Potockim podróżował przez 4 miesiące po Włoszech, odwiedzając kolejno Neapol, Rzym i Bolonię.
W roku 1792 (3 sierpnia) mianowany profesorem architektury i hydrauliki w Szkole Korpusu Inżynierów Koronnych. Podczas insurekcji kościuszkowskiej był członkiem Departamentu Broni i Lazaretów w Komisariacie Wojennym Rady Zastępczej Tymczasowej (od 21 maja 1794), a 2 tygodnie później (4 czerwca 1794) powołany na członka Departamentu Uzbrojenia w Komisariacie Wojennym Rady Najwyższej Narodowej. W tym okresie opracował nowy model piki i kosy bojowej, przebudowywał domy na lazarety oraz rozpoczął budowę ludwisarni. W 1794 roku na potrzeby wojska polskiego napisał podręcznik przeznaczony dla ochotniczych oddziałów kosynierów pt. Krótka nauka o pikach i kosach.
Jako członek Towarzystwa Królewskiego Przyjaciół Nauk, przystąpił do Konfederacji Generalnej Królestwa Polskiego w 1812 roku. W czasach Królestwa Kongresowego sprawował funkcję generalnego budowniczego rządowego.
Od 13 sierpnia 1814 członek Akademii Św. Łukasza w Rzymie, a od 11 marca 1817 do 18 sierpnia 1818 prof. Królewskiego Uniwersytetu Warszawskiego. Do 1825 działał w Warszawie, następnie przez dwa lata mieszkał w Krakowie, a w 1827 wyjechał do Włoch, gdzie zmarł w 1841. Miejsce jego pochówku jest nieznane.
Twórczość Aignera reprezentuje dojrzały klasycyzm, inspirowany bezpośrednio przez wpływy włoskie wzbogacony później formami empiru, obok którego przebijał nurt romantyczny, będący wyrazem budzących się zainteresowań przeszłością narodu, a wyrażony głównie w formach neogotyckich lub wzbogaconych układach przestrzennych.
W roku 1812 wstąpił do Towarzystwa Królewskiego Przyjaciół Nauk w Warszawie. Jeszcze w 1829 roku był jego czynnym członkiem. 
W Królestwie Polskim został kawalerem Orderu Świętego Stanisława 3. klasy. 
Nie założył rodziny.

## Wybrane prace
- Pałac w Przeworsku
- Pałac w Olesinie (1782–1830), z udziałem Stanisława Kostki Potockiego
- Pałac Wodzickich w Igołomi
- Pałac w Zarzeczu
- przebudowa zamku w Łańcucie
- fasada kościoła w Międzyrzecu Podlaskim
- Świątynia Sybilli, Dom Gotycki, park i kościół w Puławach
- Pałac Marynki w Puławach
- Kościół św. Aleksandra w Suwałkach
- Kościół św. Apostołów Piotra i Pawła w Żyrzynie
- Nagrobek biskupa krakowskiego Kajetana Sołtyka w katedrze wawelskiej
- Dworek w Cieszacinie Wielkim powiat jarosławski

### W Warszawie
- Pałacyk w Rozkoszy (1785–1786), obecny Ursynów, z udziałem Stanisława Kostki Potockiego, przebudowany w 1858 przez Zygmunta Rozpędowskiego
- przebudowa warszawskiego pałacu na Lesznie (1785–1788) prawdopodobnie tylko wnętrza
- Kościół św. Aleksandra
- Fasada kościoła św. Anny w Warszawie (1786–1788), wspólnie ze Stanisławem Kostką Potockim
- Fasada kościoła św. Andrzeja
- przebudowa Arsenału w Warszawie (1792)
- przebudowa sieni głównej w pałacu wilanowskim (1792)
- Willa księżny Marszałkowej Izabelli Lubomirskiej w Krzeszowicach (1792)
- Biblioteka Ignacego Potockiego (1788), nie istnieje, w miejscu warszawskiego Hotelu Bristol
- przebudowa pałacu w Natolinie (1808)
- pałacyk letni w Morysinie k. Wilanowa – współpraca ze Stanisławem Kostką Potockim
- budynek mennicy (1817–1821) przy ul. Bielańskiej (rozebrany w 1905 przez władze carskie)
- Obserwatorium Astronomiczne
- rozbudowa pałacu Krasińskich
- przebudowa pałacu Namiestnikowskiego

## Działalność naukowa
Publikował prace teoretyczne, m.in.: Rozprawa o świątyniach u starożytnych i o słowiańskich (1811). W czasie insurekcji kościuszkowskiej napisał Krótką naukę o pikach i kosach (1794), gdzie dał wykład teorii operowania formacjami kosynierów na polu walki.

### Ważniejsze publikacje
- Nowa cegielnia wynalazku... architekta warszawskiego, Łowicz 1788 (3 wydania); wyd. następne: Połock 1791; Wrocław brak roku wydania
- Budownictwo wiejskie z cegły glino-suszonej z plantami chałup wiejskich stosownie do gospodarstwa narodowego, Warszawa 1791
- Projekt do urządzenia budowniczych policji z umieszczeniem sposobów zagradzających upadkowi miast, a wzrost im nadać zapewniających. Podany... Komisji Policji Obojga Narodów przez budowniczego Wojsk Rzeczypospolitej, brak miejsca wydania (1792)
- Krótką naukę o pikach i kosach, Warszawa 1794; wyd. następne: Warszawa 1831; Kraków 1831 (2 wydania); (Puławy) 1831; według wyd. z roku 1794 oprac. A. Zahorski, „Wypisy źródłowe do historii polskiej sztuki wojennej” zeszyt 10: „Polska sztuka wojenna w okresie powstania kościuszkowskiego”, Warszawa 1960
- Słownik architektury, rękopis złożony w kwietniu 1807 w warszawskim Towarzystwie Przyjaciół Nauk
- Historia budowniczej sztuki, rękopis złożony w maju 1807 w warszawskim Towarzystwie Przyjaciół Nauk
- Rozprawa o świątyniach u starożytnych i o słowiańskich przez... członka Królewskiego Towarzystwa Przyjaciół Nauk czytana na posiedzeniu publicznym w maju 1807 r., „Rocznik Towarzystwa Warszawskiego Przyjaciół Nauk” t. 7 (1811), s. 293–311
- Rozprawa o guście w ogólności, a w szczególności w architekturze, miana na posiedzeniu publicznym Towarzystwa Królewskiego Przyjaciół Nauk dnia 30 kwietnia 1812 r. przez..., Warszawa 1812; wyd. następne „Rocznik Towarzystwa Warszawskiego Przyjaciół Nauk” t. 9 (1816), s. 429–458
- Budowy kościołów. Część pierwsza zamykająca 4 projekta kościołów parafialnych różnej wielkości w 9 tablicach, przez..., Warszawa 1825.